# Рейчел Рокс
Ре́йчел Рокс (англ. Rachel Roxxx; нар. 3 березня 1983 року, Сан-Антоніо, Техас, США) — американська порноакторка.

## Біографія
Спочатку працювала в Hooters. Її друг з Х'юстона покликав її в порноіндустрію й вона перебралася до Лос-Анджелесу. Її перша сцена була в Shane's World College Amateur Tour в Техасі. У 2007 році вона була однією із співвласників магазину жіночої білизни з Ніком Меннінгом (англ. Nick Manning).

## Нагороди
- 2009 AVN Award номінація на найкращу лесбійську сцену у Bad News Bitches 3[9]
- 2011 AVN Award номінація як неоспівана старлетка року
- 2011 AVN Award номінація на найкращу сцену групового сексу у Bonny & Clide
- 2011 AVN Award номінація на найкращу POV сцену в The Virtual Reality Stimulator 3D[10]